# Cladonia curta
Cladonia curta är en lavart som beskrevs av Ahti & Marcelli. Cladonia curta ingår i släktet Cladonia och familjen Cladoniaceae.   Inga underarter finns listade i Catalogue of Life.